# Michael Minkler
Pour les articles homonymes, voir Minkler.

Michael "Mike" Minkler est un ingénieur du son américain né le 14 mai 1952 à Los Angeles (Californie).

## Biographie
Michael Minkler fait partie d'une famille liée au cinéma : son grand-père Darrell a contribué au développement du système Vitaphone, son père Don a travaillé sur le mixage du son de films comme Easy Rider ou Cinq pièces faciles, ses oncles Bob et Lee ont travaillé également dans l'industrie du cinéma, son fils Christian est également ingénieur du son,.

## Filmographie (sélection)
- 1976 : Nickelodeon de Peter Bogdanovich
- 1976 : Le Dernier des géants (The Shootist) de Don Siegel
- 1977 : Capricorn One de Peter Hyams
- 1977 : L'Épreuve de force (The Gauntlet) de Clint Eastwood
- 1977 : Bobby Deerfield de Sydney Pollack
- 1977 : La Guerre des étoiles (Star Wars) de George Lucas
- 1978 : Les Chaînes du sang (Bloodbrothers) de Robert Mulligan
- 1978 : Sgt. Pepper's Lonely Hearts Club Band de Michael Schultz
- 1978 : Dieu merci, c'est vendredi (Thank God It's Friday) de Robert Klane
- 1979 : Le Cavalier électrique (The Electric Horseman) de Sydney Pollack
- 1979 : C'était demain (Time After Time) de Nicholas Meyer
- 1979 : Le Syndrome chinois (The China Syndrome) de James Bridges
- 1980 : Au-delà du réel (Altered States) de Ken Russell
- 1980 : Le Gang des frères James (The Long Riders) de Walter Hill
- 1982 : Tron de Steven Lisberger
- 1984 : Cotton Club (The Cotton Club) de Francis Ford Coppola
- 1985 : Chorus Line (A Chorus Line) de Richard Attenborough
- 1986 : L'Affaire Chelsea Deardon (Legal Eagles) d'Ivan Reitman
- 1988 : Rambo 3 (Rambo III) de Peter MacDonald
- 1988 : Milagro (The Milagro Beanfield War) de Robert Redford
- 1989 : Né un 4 juillet (Born on the Fourth of July) d'Oliver Stone
- 1989 : Miss Daisy et son chauffeur (Driving Miss Daisy) de Bruce Beresford
- 1989 : Johnny Belle Gueule (Johnny Handsome) de Walter Hill
- 1989 : Abyss (The Abyss) de James Cameron
- 1990 : Le Parrain 3 (Mario Puzo's The Godfather: Part III) de Francis Ford Coppola
- 1990 : 48 Heures de plus (Another 48 Hrs.) de Walter Hill
- 1991 : JFK d'Oliver Stone
- 1991 : La Famille Addams (The Addams Family) de Barry Sonnenfeld
- 1991 : Hudson Hawk, gentleman et cambrioleur (Hudson Hawk) de Michael Lehmann
- 1991 : The Doors d'Oliver Stone
- 1992 : Hoffa de Danny DeVito
- 1993 : Last Action Hero de John McTiernan
- 1993 : Cliffhanger : Traque au sommet (Cliffhanger) de Renny Harlin
- 1993 : Sommersby de Jon Amiel
- 1994 : Nell de Michael Apted
- 1994 : Tueurs nés (Natural Born Killers) d'Oliver Stone
- 1994 : True Lies de James Cameron
- 1995 : Judge Dredd de Danny Cannon
- 1995 : Une journée en enfer (Die Hard with a Vengeance) de John McTiernan
- 1997 : Jackie Brown de Quentin Tarantino
- 1999 : Thomas Crown (The Thomas Crown Affair) de John McTiernan
- 2001 : La Chute du faucon noir (Black Hawk Down) de Ridley Scott
- 2002 : Confessions d'un homme dangereux (Confessions of a Dangerous Mind) de George Clooney
- 2002 : Chicago de Rob Marshall
- 2002 : 11'09"01 - September 11
- 2003 : Kill Bill : Volume I de Quentin Tarantino
- 2004 : Coup de foudre à Bollywood (Bride & Prejudice) de Gurinder Chadha
- 2004 : Collatéral (Collateral) de Michael Mann
- 2004 : Kill Bill : Volume II de Quentin Tarantino
- 2005 : Kingdom of Heaven de Ridley Scott
- 2006 : Dreamgirls de Bill Condon
- 2007 : American Gangster de Ridley Scott
- 2007 : Dans la vallée d'Elah (In the Valley of Elah) de Paul Haggis
- 2007 : Into the Wild de Sean Penn
- 2008 : Mensonges d'État (Body of Lies) de Ridley Scott
- 2008 : Mamma Mia ! de Phyllida Lloyd
- 2009 : Inglourious Basterds de Quentin Tarantino
- 2010 : Mange, prie, aime (Eat Pray Love) de Ryan Murphy
- 2011 : Twilight: Chapitre 4 - Révélation, 1re partie (The Twilight Saga: Breaking Dawn) de Bill Condon
- 2012 : Django Unchained de Quentin Tarantino
- 2012 : Twilight: Chapitre 5 - Révélation, 2e partie (The Twilight Saga: Breaking Dawn) de Bill Condon
- 2013 : Le Cinquième Pouvoir (The Fifth Estate) de Bill Condon
- 2015 : Les Huit Salopards (The Hateful Eight) de Quentin Tarantino
- 2015 : Divergente 2 : L'Insurrection (Insurgent) de Robert Schwentke
- 2016 : Independence Day: Resurgence de Roland Emmerich
- 2016 : Divergente 3 : Au-delà du mur (The Divergent Series: Allegiant) de Robert Schwentke
- 2019 : Once Upon a Time… in Hollywood de Quentin Tarantino

## Distinctions
- 2006 : Cinema Audio Society Award pour l'ensemble de sa carrière

### Récompenses
- Oscar du meilleur mixage de son
  - en 2002 pour La Chute du faucon noir
  - en 2003 pour Chicago
  - en 2007 pour Dreamgirls
- British Academy Film Award du meilleur son
  - en 1979 pour La Guerre des étoiles
  - en 1993 pour JFK
  - en 2003 pour Chicago

### Nominations
- Oscar du meilleur mixage de son
  - en 1980 pour Le Cavalier électrique
  - en 1981 pour Au-delà du réel
  - en 1983 pour Tron
  - en 1986 pour Chorus Line
  - en 1990 pour Né un 4 juillet
  - en 1992 pour JFK
  - en 1994 pour Cliffhanger : Traque au sommet
  - en 2010 pour Inglourious Basterds
  - en 2020 pour Once Upon a Time… in Hollywood
  - en 2021 pour USS Greyhound : La Bataille de l'Atlantique

- British Academy Film Award du meilleur son
  - en 2002 pour La Chute du faucon noir
  - en 2004 pour Kill Bill Volume I
  - en 2005 pour Collatéral
  - en 2013 pour Django Unchained